# Josep Lluís Badal
Josep Lluís Badal (Ripollet, 1966) es un escritor de poesía, narrativa y ensayo. Sus vivencias personales de juventud en su pueblo son el rasgo característico de sus obras.
Estudió Filología Catalana y actualmente es profesor de Lengua y Literatura, aunque ha tenido diversos trabajos a lo largo de su vida: escritor, editor (Ed. Les encantades), crítico literario (Els Marges, Reduccions), traductor de poesía y director de grupos de cuentacuentos.
Su obra ha sido traducida al portugués, danés, neerlandés, ucraniano y chino.

## Obra

### Narrativa
- La casa sense ombra (Editorial Proa, 2000)
- Mestres (Editorial Proa, 2006)

### Novela
- El duel (Editorial Proa, 2003)

### Ensayo-novela
- Les coses que realment han vist aquests ulls inexistents (Ed RATA, 2017)[7]

### Poesía
- O pedra. Llibres de l’Óssa Menor, 2002
- Cal·ligrafies (obra gráfica y escrita)
- Blanc (Editorial Samarcanda, 2010)
- 12 cants materials (Els Papers Díscols, 2015)
- Cants materials (Editorial Samarcanda, 2018)

### Literatura infantil
- El pirata Gorgo (La Galera-Grumets, 2009)
- L'orquestra Ursina (La Galera-Grumets, 2010)
- Els llibres d’A (LA Galera, 2014)
- La serie Hopi, que incluye doce títulos: El misteri de la lluna, El gos verd, Kato el guerrer, Hopi i els indis, El porquet mofeta, La imaginació de Mazzanti, etc. (La Galera, 2016-...)
- La serie Jan Plata, que incluye seis títulos: La crida dels pirates, La fi del món, Unicorn, Els senyors del mar, La mort i la Violeta, y El sabre de Serapió (La Galera, 2013-2015)
- Googol (Animallibres, 2021)

## Premios
- 2012 50.º Premio Josep Maria Folch i Torres de novela para niños y niñas[3]
- 2018: 52.º Premio Crítica Serra d'Or, mejor novela de 2017 (por Les coses que realment han vist aquests ulls inexistents).